# Paul Gilchrist
Paul Anthony Gilchrist (født 5. januar 1951 i Dartford, England) er en engelsk tidligere fodboldspiller (angriber). Han vandt FA Cuppen med Southampton i 1976.

## Titler
FA Cup
- 1976 med Southampton